# شکارچیان شوهر
شکارچیان شوهر (انگلیسی: Husband Hunters) فیلمی صامت در ژانر کمدی به کارگردانی جان جی. آدولفی محصول سال ۱۹۲۷ کشور ایالات متحده آمریکا است.

## بازیگران
- می بوش
- چارلز دلینی
- جین آرتور
- Walter Hiers
- Duane Thompson
- میلدرد هریس
- Robert Cain
- نایجل بری
- جیمز هریسون